# Ekushey Padak

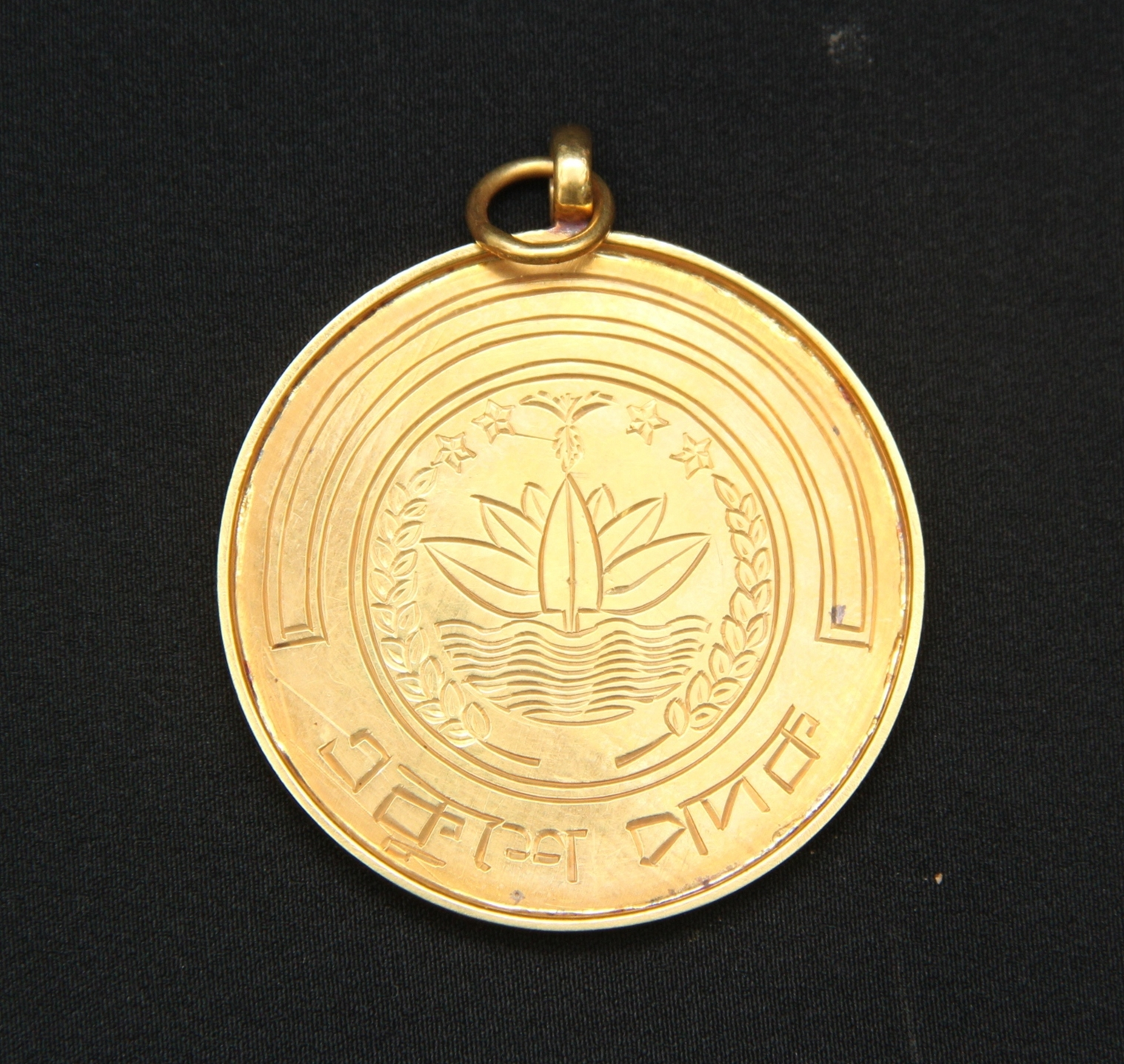
Ekushey Padak

Der Ekushey Padak (bengalisch একুশে পদক) ist nach dem Shadhinata Padak der zweithöchste zivile Verdienstorden in Bangladesch.
Er wird jährlich an Personen vergeben, die sich in hohem Maße auf wissenschaftlichem, politischem, kulturellem oder auf anderen Gebieten um die Nation verdient gemacht haben (siehe dazu Liste der Träger des Ekushey Padak).
Der Orden wurde im Jahr 1976 zum ersten Mal in Erinnerung an die Märtyrer verliehen, die am 21. Februar 1952 für die Anerkennung des Bengalischen ihr Leben ließen. Die bengalische Bezeichnung des Ordens ist  Ekushey Padak, wobei  Ekushey eigentlich Einundzwanzig bezeichnet.
Das Medaillon zeigt das Wappen Bangladeschs und oberhalb und unterhalb des Wappens sind die Wörter Ekushey Padak und Bangladesch in bengalischer Schrift geschrieben. Der Orden besteht aus Bronze und Gold.